# Moss Garden
Moss Garden è un brano musicale strumentale composto da David Bowie e Brian Eno incluso nell'album "Heroes" del 1977.
È il secondo di tre pezzi strumentali consecutivi presenti sulla seconda facciata del vinile originale, seguendo Sense of Doubt e precedendo Neuköln.

## Il brano
La particolarità della traccia vede Bowie suonare il koto, strumento a corde tradizionale giapponese, il cui suono è stato paragonato a quello di "un banjo mezzo addormentato". In contrasto alla funerea Sense of Doubt che la precede, Moss Garden è un tranquillo pezzo etereo, descritto da David Buckley, biografo di David Bowie, come "Bowie ed Eno al loro apice pittorico e astratto".